# سورة الرعد
سورة الرعد سورة مكية، في قول أكثر السلف، وجمع السيوطي بين الروايات فقال بأنها مكية إلا آيات منها نزلت بالمدينة هي الآيتان: ﴿هُوَ الَّذِي يُرِيكُمُ الْبَرْقَ خَوْفًا وَطَمَعًا وَيُنْشِئُ السَّحَابَ الثِّقَالَ ۝١٢﴾ [الرعد:12] و﴿وَيُسَبِّحُ الرَّعْدُ بِحَمْدِهِ وَالْمَلَائِكَةُ مِنْ خِيفَتِهِ وَيُرْسِلُ الصَّوَاعِقَ فَيُصِيبُ بِهَا مَنْ يَشَاءُ وَهُمْ يُجَادِلُونَ فِي اللَّهِ وَهُوَ شَدِيدُ الْمِحَالِ ۝١٣﴾ [الرعد:13] وقوله تعالى: ﴿وَيَقُولُ الَّذِينَ كَفَرُوا لَسْتَ مُرْسَلًا قُلْ كَفَى بِاللَّهِ شَهِيدًا بَيْنِي وَبَيْنَكُمْ وَمَنْ عِنْدَهُ عِلْمُ الْكِتَابِ ۝٤٣﴾ [الرعد:43]، وهي من المئين وقيل من مثاني، آياتها 43، وترتيبها في المصحف 13، في الجزء الثالث عشر، نزلت بعد سورة محمد، بدأت بحروف مقطعة ﴿المر تِلْكَ آيَاتُ الْكِتَابِ وَالَّذِي أُنْزِلَ إِلَيْكَ مِنْ رَبِّكَ الْحَقُّ وَلَكِنَّ أَكْثَرَ النَّاسِ لَا يُؤْمِنُونَ ۝١﴾ [الرعد:1]، السورة بها سجدة تلاوة في الآية 15.

## محتوى سورة الرعد
سورة الرعد هي إحدى سور القرآن عدد آياتها 43 وترتيبها 13 وتصنف من السور المدنية، وهدف السورة: إظهار قوة الحق وضعف الباطل.
وهي تبين وحدانية الله والرسالة والبعث والجزاء. وتدور السورة حول محور مهم هو أن الحق واضح وراسخ وثابت والباطل ضعيف زائف خادع مهما ظهر وعلا على الحق ببهرجته وزيفه. وعلينا أن لا ننخدع ببريق الباطل الزائف لأنه زائل لا محالة ويبقى الحق يسطع بنوره على الكون كله. وعرضت السورة للمتناقضات الموجودة في الكون في آيات عديدة.

## اسم السورة
ولقد سميت السورة الرعد لتلك الظاهرة الكونية. وهذا الرعد جمع النقيضين فهو على كونه مخيفاً في ظاهره إلا أنه فيه الخير كله من الماء الذي ينزل من السحاب الذي يحمل الماء والصواعق وفي الماء الإحياء وفي الصواعق الإفناء والهلاك وقد قال القائل:

## أسباب النزول
أسباب نزول الآية (13): عن أنس بن مالك: «أن رسول الله بعث نفرًا من أصحابه يدعون طاغية من طواغيت العرب إلى الله ورسوله، فذهب النفر فدعوه إلى الله ورسوله، فقال لهم الطاغية: أخبروني عن رب محمد ما هو؟ ومم هو؟ أمن ذهب، أم من فضة، أم من نحاس، أم حديد؟ فاستعظم النفر مقالته، فرجعوا إلى رسول الله وأخبروه بما قال الطاغية وقالوا: والله يا رسول الله ما رأينا رجلًا أكفر قلبًا، ولا أعتى على الله منه، فأرسلهم الرسول مرة ثانية وثالثة، فبينما هم في المرة الثالثة ينازعون الطاغية ويدعونه، إذ ارتقعت سحابة فكانت فوق رؤوسهم فرعدت وأبرقت ورمت بصاعقة فأحرقت الكافر وهم جلوس، فرجعوا إلى رسول الله فاستقبلهم بعض أصحابه قائلين له: احترق صاحبكم؟ فقالوا: ومن أين علمتم؟ قالوا أوحى الله إلى النبي بهذه الآية ﴿ويرسل الصواعق …﴾.» أخرجه النسائي والبزار.

## الأفكار
وتسير الآيات في السورة على النحو التالي:
- الكتاب: تبدأ السورة بقضية الإيمان بوجود الله ووحدانيته ومع سطوع الحق ووضوحه إلا أن المشركين كذبوا بالقرآن وجحدوا وحدانية الرحمن. ﴿المر تِلْكَ آيَاتُ الْكِتَابِ وَالَّذِي أُنْزِلَ إِلَيْكَ مِنْ رَبِّكَ الْحَقُّ وَلَكِنَّ أَكْثَرَ النَّاسِ لَا يُؤْمِنُونَ ۝١﴾ [الرعد:1]
- مظاهر الحق في الكون: جاءت الآيات تقرر كمال قدرة الله وعجيب خلقه في الكون كله وكيف يدبر الأمر ويفصل الآيات ويمد الأرض ويغشي الليل النهار فالله هو الحق وقرآنه حق وإتباعه حق وبعد إظهار كل هذا الحق يشكك المشركون بالبعث بعد الموت، فليتفكروا في عظيم خلق الله في الكون. ﴿اللَّهُ الَّذِي رَفَعَ السَّمَاوَاتِ بِغَيْرِ عَمَدٍ تَرَوْنَهَا ثُمَّ اسْتَوَى عَلَى الْعَرْشِ وَسَخَّرَ الشَّمْسَ وَالْقَمَرَ كُلٌّ يَجْرِي لِأَجَلٍ مُسَمًّى يُدَبِّرُ الْأَمْرَ يُفَصِّلُ الْآيَاتِ لَعَلَّكُمْ بِلِقَاءِ رَبِّكُمْ تُوقِنُونَ ۝٢ وَهُوَ الَّذِي مَدَّ الْأَرْضَ وَجَعَلَ فِيهَا رَوَاسِيَ وَأَنْهَارًا وَمِنْ كُلِّ الثَّمَرَاتِ جَعَلَ فِيهَا زَوْجَيْنِ اثْنَيْنِ يُغْشِي اللَّيْلَ النَّهَارَ إِنَّ فِي ذَلِكَ لَآيَاتٍ لِقَوْمٍ يَتَفَكَّرُونَ ۝٣ وَفِي الْأَرْضِ قِطَعٌ مُتَجَاوِرَاتٌ وَجَنَّاتٌ مِنْ أَعْنَابٍ وَزَرْعٌ وَنَخِيلٌ صِنْوَانٌ وَغَيْرُ صِنْوَانٍ يُسْقَى بِمَاءٍ وَاحِدٍ وَنُفَضِّلُ بَعْضَهَا عَلَى بَعْضٍ فِي الْأُكُلِ إِنَّ فِي ذَلِكَ لَآيَاتٍ لِقَوْمٍ يَعْقِلُونَ ۝٤﴾ [الرعد:2–4]
- المتناقضات الموجودة في الكون: جمعت الآيات 32 متناقضاً في الكون وعلينا أن نفكر أن الذي جمع كل هذه المتناقضات هو الحق ولا يتم ذلك إلا بإرادته سبحانه ﴿اللَّهُ يَعْلَمُ مَا تَحْمِلُ كُلُّ أُنْثَى وَمَا تَغِيضُ الْأَرْحَامُ وَمَا تَزْدَادُ وَكُلُّ شَيْءٍ عِنْدَهُ بِمِقْدَارٍ ۝٨﴾ [الرعد:8] ﴿سَوَاءٌ مِنْكُمْ مَنْ أَسَرَّ الْقَوْلَ وَمَنْ جَهَرَ بِهِ وَمَنْ هُوَ مُسْتَخْفٍ بِاللَّيْلِ وَسَارِبٌ بِالنَّهَارِ ۝١٠﴾ [الرعد:10] ﴿هُوَ الَّذِي يُرِيكُمُ الْبَرْقَ خَوْفًا وَطَمَعًا وَيُنْشِئُ السَّحَابَ الثِّقَالَ ۝١٢﴾ [الرعد:12] ﴿وَلِلَّهِ يَسْجُدُ مَنْ فِي السَّمَاوَاتِ وَالْأَرْضِ طَوْعًا وَكَرْهًا وَظِلَالُهُمْ بِالْغُدُوِّ وَالْآصَالِ ۝١٥﴾ [الرعد:15] ﴿قُلْ مَنْ رَبُّ السَّمَاوَاتِ وَالْأَرْضِ قُلِ اللَّهُ قُلْ أَفَاتَّخَذْتُمْ مِنْ دُونِهِ أَوْلِيَاءَ لَا يَمْلِكُونَ لِأَنْفُسِهِمْ نَفْعًا وَلَا ضَرًّا قُلْ هَلْ يَسْتَوِي الْأَعْمَى وَالْبَصِيرُ أَمْ هَلْ تَسْتَوِي الظُّلُمَاتُ وَالنُّورُ أَمْ جَعَلُوا لِلَّهِ شُرَكَاءَ خَلَقُوا كَخَلْقِهِ فَتَشَابَهَ الْخَلْقُ عَلَيْهِمْ قُلِ اللَّهُ خَالِقُ كُلِّ شَيْءٍ وَهُوَ الْوَاحِدُ الْقَهَّارُ ۝١٦﴾ ﴿أَنْزَلَ مِنَ السَّمَاءِ مَاءً فَسَالَتْ أَوْدِيَةٌ بِقَدَرِهَا فَاحْتَمَلَ السَّيْلُ زَبَدًا رَابِيًا وَمِمَّا يُوقِدُونَ عَلَيْهِ فِي النَّارِ ابْتِغَاءَ حِلْيَةٍ أَوْ مَتَاعٍ زَبَدٌ مِثْلُهُ كَذَلِكَ يَضْرِبُ اللَّهُ الْحَقَّ وَالْبَاطِلَ فَأَمَّا الزَّبَدُ فَيَذْهَبُ جُفَاءً وَأَمَّا مَا يَنْفَعُ النَّاسَ فَيَمْكُثُ فِي الْأَرْضِ كَذَلِكَ يَضْرِبُ اللَّهُ الْأَمْثَالَ ۝١٧﴾ ﴿يَمْحُو اللَّهُ مَا يَشَاءُ وَيُثْبِتُ وَعِنْدَهُ أُمُّ الْكِتَابِ ۝٣٩﴾. وحتى الرعد فيه متناقضات أنه موجب وسالب وأنه على ظاهره المخيف يحمل الخير والمطر الذي ينبت الزرع ويسقي الناس والبهائم.
- الكون والقرآن: ﴿وَلَوْ أَنَّ قُرْآنًا سُيِّرَتْ بِهِ الْجِبَالُ أَوْ قُطِّعَتْ بِهِ الْأَرْضُ أَوْ كُلِّمَ بِهِ الْمَوْتَى بَلْ لِلَّهِ الْأَمْرُ جَمِيعًا أَفَلَمْ يَيْأَسِ الَّذِينَ آمَنُوا أَنْ لَوْ يَشَاءُ اللَّهُ لَهَدَى النَّاسَ جَمِيعًا وَلَا يَزَالُ الَّذِينَ كَفَرُوا تُصِيبُهُمْ بِمَا صَنَعُوا قَارِعَةٌ أَوْ تَحُلُّ قَرِيبًا مِنْ دَارِهِمْ حَتَّى يَأْتِيَ وَعْدُ اللَّهِ إِنَّ اللَّهَ لَا يُخْلِفُ الْمِيعَادَ ۝٣١﴾ [الرعد:31] القرآن هو الوحيد في الكون الذي يمكنه أن يحرك الدنيا ويحرك الأرض والكون من عظمته وقوة الحق فيه ولمّا وعى المسلمون السابقون هذا الأمر وصلت الأمة الإسلامية إلى أوجها وعمت الدنيا.
- قوة الحق: ﴿لَهُ دَعْوَةُ الْحَقِّ وَالَّذِينَ يَدْعُونَ مِنْ دُونِهِ لَا يَسْتَجِيبُونَ لَهُمْ بِشَيْءٍ إِلَّا كَبَاسِطِ كَفَّيْهِ إِلَى الْمَاءِ لِيَبْلُغَ فَاهُ وَمَا هُوَ بِبَالِغِهِ وَمَا دُعَاءُ الْكَافِرِينَ إِلَّا فِي ضَلَالٍ ۝١٤﴾ [الرعد:14] و﴿أَنْزَلَ مِنَ السَّمَاءِ مَاءً فَسَالَتْ أَوْدِيَةٌ بِقَدَرِهَا فَاحْتَمَلَ السَّيْلُ زَبَدًا رَابِيًا وَمِمَّا يُوقِدُونَ عَلَيْهِ فِي النَّارِ ابْتِغَاءَ حِلْيَةٍ أَوْ مَتَاعٍ زَبَدٌ مِثْلُهُ كَذَلِكَ يَضْرِبُ اللَّهُ الْحَقَّ وَالْبَاطِلَ فَأَمَّا الزَّبَدُ فَيَذْهَبُ جُفَاءً وَأَمَّا مَا يَنْفَعُ النَّاسَ فَيَمْكُثُ فِي الْأَرْضِ كَذَلِكَ يَضْرِبُ اللَّهُ الْأَمْثَالَ ۝١٧﴾ [الرعد:17] الحق قوي له دعوة والباطل زائف تماماً كالسيل يجرف معه على سطح الماء الأوساخ وأما الذي يبقى وهو الطمي هو المفيد للزرع، وكذلك عندما يصفى الذهب تصعد الشوائب للأعلى ويبقى الذهب الخالص في الأسفل. وهذا إشارة أن الباطل يكون على السطح لأنه ظاهر لكن الحق راسخ وقد يكون غير ظاهر للوهلة الأولى.
- ختام السورة تشهد للرسول بالنبوة والرسالة وأنه مرسل من عند الله. ﴿وَيَقُولُ الَّذِينَ كَفَرُوا لَسْتَ مُرْسَلًا قُلْ كَفَى بِاللَّهِ شَهِيدًا بَيْنِي وَبَيْنَكُمْ وَمَنْ عِنْدَهُ عِلْمُ الْكِتَابِ ۝٤٣﴾ [الرعد:43].

## وصلات خارجية
- سورة الرعد: تجويد-تفسير - موقع Altafsir.com